# فهرست جایزه‌ها و نامزدی‌های ویچر ۳: وایلد هانت

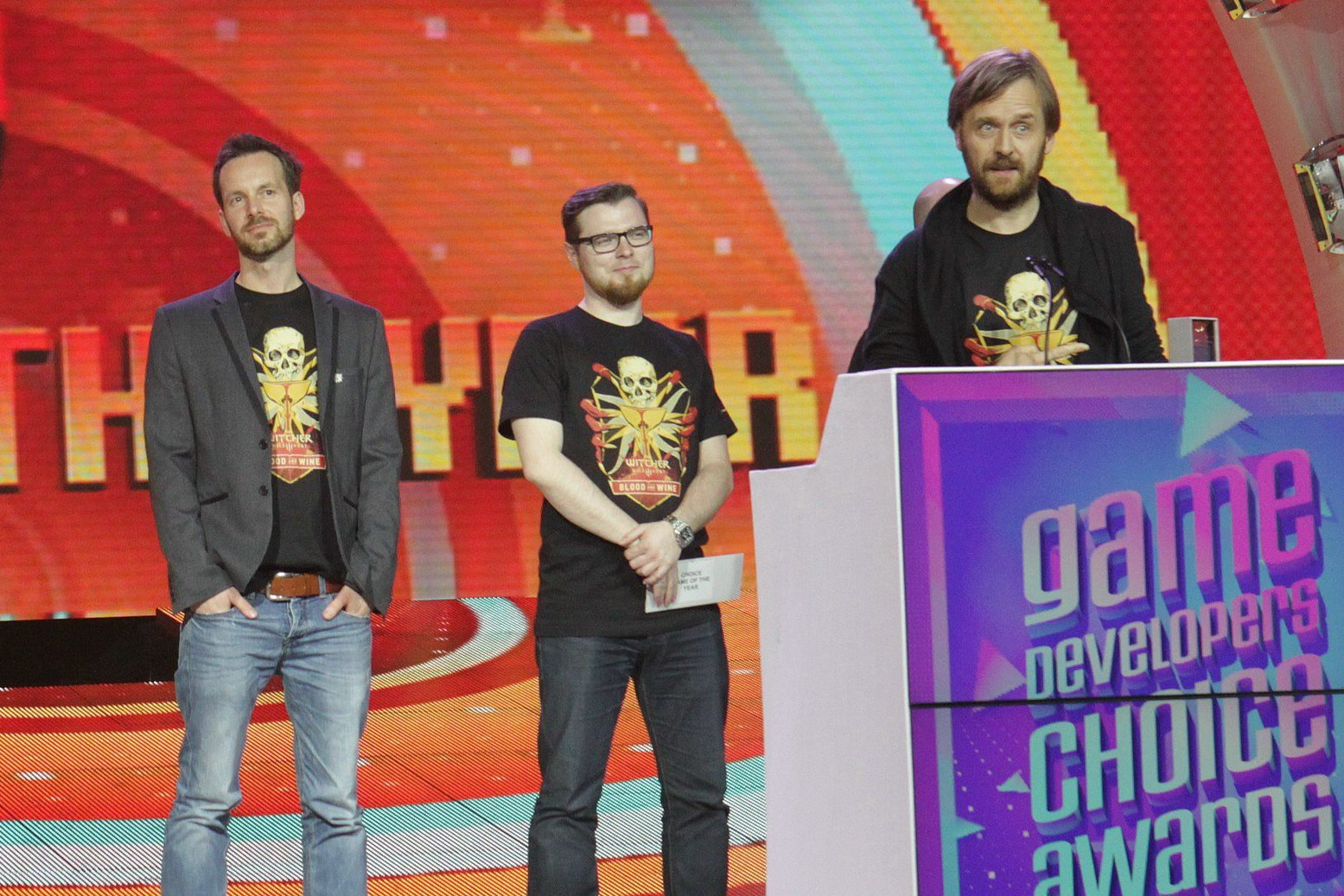
مارچین ایوینسکی، یکی از بنیان‌گذاران سی‌دی پراچکت در حال پذیرفتن جایزهٔ بازی سال ۲۰۱۶ در مراسم جوایز انتخاب توسعه‌دهندگان بازی

ویچر ۳: وایلد هانت (انگلیسی: The Witcher 3: Wild Hunt؛ لهستانی: Wiedźmin 3: Dziki Gon) بازی ویدئویی نقش‌آفرینی-اکشن فانتزی و جهان باز است که توسط استودیوی لهستانی سی‌دی پراجکت رد توسعه یافته‌است. این بازی در فوریه ۲۰۱۳ معرفی شد و در ۱۹ مه ۲۰۱۵ در سراسر جهان برای مایکروسافت ویندوز و اکس‌باکس وان و پلی‌استیشن ۴ منتشر شد. ویچر ۳ اقتباسی از سری رمان ویچر به نویسندگی آندژی ساپکوفسکی است و دنباله‌ای برای ویچر (۲۰۰۷) و ویچر ۲: قاتلین پادشاهان (۲۰۱۱) نیز است.  دو دی‌ال‌سی برای بازی منتشر شدند: قلب‌هایی از سنگ در ۱۳ اکتبر ۲۰۱۵ و خون و شراب در ۳۱ مه ۲۰۱۶.
ویچر ۳: وایلد هانت پیش از عرضه نیز در مراسم ای۳ در سال‌های ۲۰۱۳ و ۲۰۱۴ جوایزی دریافت کرد. در نظرسنجی آی‌جی‌ان دربارهٔ مراسم‌های ای۳ ۲۰۱۳ و ۲۰۱۴، در هر دو سال ویچر ۳ جایزهٔ بهترین بازی نقش‌آفرینی را کسب کرد. در سال‌های ۲۰۱۳ و ۲۰۱۴، ویچر ۳ جایزه انتخاب مردم در نظرسنجی آی‌جی‌ان، جایزه انتخاب مردم در گیم‌اسپات، و جایزهٔ خواسته‌شده‌ترین بازی را در سی و یکمین و سی و دومین مراسم جوایز گلدن جوی‌استیک به دست آورد. در مراسم جوایز بازی ۲۰۱۴ در لاس وگاس، ویچر ۳ مورد انتظارترین بازی بود. این بازی ۲۶۰ جایزهٔ بازی سال دریافت کرد و تا سال ۲۰۲۱ که آخرین بازمانده از ما قسمت ۲ مقام آن را گرفت، پر افتخارترین بازی بود. تا اوت ۲۰۱۶، ویچر ۳ بیش از ۸۰۰ جایزه داشت. در سال ۲۰۲۰، گیمزریدار+ این بازی را برترین بازی نسل خواند.

## جایزه‌ها و نامزدی‌ها
| سال  | جایزه                                          | رده                                        | نتیجه    | منبع   |
| ---- | ---------------------------------------------- | ------------------------------------------ | -------- | ------ |
| ۲۰۱۳ | سی و یکمین جوایز گلدن جوی‌استیک                 | خواسته‌شده‌ترین                              | برنده    | [ ۱۶ ] |
| ۲۰۱۴ | سی و دومین جوایز گلدن جوی‌استیک                 | خواسته‌شده‌ترین                              | برنده    | [ ۱۷ ] |
| ۲۰۱۴ | جوایز بازی ۲۰۱۴                                | مورد انتظارترین بازی                       | برنده    | [ ۱۸ ] |
| ۲۰۱۵ | سی و سومین جوایز گلدن جوی‌استیک                 | بازی سال                                   | برنده    | [ ۱۹ ] |
| ۲۰۱۵ | سی و سومین جوایز گلدن جوی‌استیک                 | بهترین لحظه‌های بازی ویدئویی                | برنده    | [ ۱۹ ] |
| ۲۰۱۵ | سی و سومین جوایز گلدن جوی‌استیک                 | بهترین داستان‌سرایی                         | برنده    | [ ۱۹ ] |
| ۲۰۱۵ | سی و سومین جوایز گلدن جوی‌استیک                 | بهترین طراحی دیداری                        | برنده    | [ ۱۹ ] |
| ۲۰۱۵ | جوایز بازی ۲۰۱۵                                | بازی سال                                   | برنده    | [ ۲۰ ] |
| ۲۰۱۵ | جوایز بازی ۲۰۱۵                                | بهترین بازی نقش‌آفرینی                      | برنده    | [ ۲۰ ] |
| ۲۰۱۵ | جوایز بازی ۲۰۱۵                                | بهترین روایت                               | نامزدشده | [ ۲۱ ] |
| ۲۰۱۵ | جوایز بازی ۲۰۱۵                                | بهترین موسیقی متن                          | نامزدشده | [ ۲۱ ] |
| ۲۰۱۵ | جوایز بازی ۲۰۱۵                                | بهترین اجرا                                | نامزدشده | [ ۲۱ ] |
| ۲۰۱۵ | جوایز بازی ۲۰۱۵                                | بهترین کارگردانی هنری                      | نامزدشده | [ ۲۱ ] |
| ۲۰۱۶ | شصت و هشتمین دوره جوایز انجمن نویسندگان آمریکا | دستاورد برجسته در نویسندگی بازی‌های ویدیویی | نامزدشده | [ ۲۲ ] |
| ۲۰۱۶ | نوزدهمین دوره جوایز دی.آی.سی.ای.               | بازی سال                                   | نامزدشده | [ ۲۳ ] |
| ۲۰۱۶ | نوزدهمین دوره جوایز دی.آی.سی.ای.               | بازی نقش‌آفرینی/چندنفرهٔ بزرگ سال            | نامزدشده | [ ۲۳ ] |
| ۲۰۱۶ | نوزدهمین دوره جوایز دی.آی.سی.ای.               | دستاورد برجسته در کارگردانی بازی ویدئویی   | نامزدشده | [ ۲۳ ] |
| ۲۰۱۶ | نوزدهمین دوره جوایز دی.آی.سی.ای.               | دستاورد برجسته در شخصیت‌پردازی              | نامزدشده | [ ۲۳ ] |
| ۲۰۱۶ | نوزدهمین دوره جوایز دی.آی.سی.ای.               | دستاورد برجسته در آهنگسازی موسیقی اصلی     | نامزدشده | [ ۲۳ ] |
| ۲۰۱۶ | نوزدهمین دوره جوایز دی.آی.سی.ای.               | دستاورد برجسته در داستان                   | برنده    | [ ۲۳ ] |
| ۲۰۱۶ | نوزدهمین دوره جوایز دی.آی.سی.ای.               | دستاورد برجسته فنی                         | برنده    | [ ۲۳ ] |
| ۲۰۱۶ | نوزدهمین دوره جوایز دی.آی.سی.ای.               | دستاورد برجسته در طراحی بازی               | برنده    | [ ۲۳ ] |
| ۲۰۱۶ | شانزدهمین جوایز انتخاب توسعه‌دهندگان بازی       | بازی سال                                   | برنده    | [ ۲۴ ] |
| ۲۰۱۶ | شانزدهمین جوایز انتخاب توسعه‌دهندگان بازی       | بهترین فناوری                              | برنده    | [ ۲۴ ] |
| ۲۰۱۶ | جوایز بازی ویدئویی جنوب از جنوب غربی ۲۰۱۶      | بازی سال                                   | برنده    | [ ۲۵ ] |
| ۲۰۱۶ | جوایز بازی ویدئویی جنوب از جنوب غربی ۲۰۱۶      | برتری در گیم‌پلی                            | نامزدشده | [ ۲۵ ] |
| ۲۰۱۶ | جوایز بازی ویدئویی جنوب از جنوب غربی ۲۰۱۶      | برتری در هنر                               | نامزدشده | [ ۲۵ ] |
| ۲۰۱۶ | جوایز بازی ویدئویی جنوب از جنوب غربی ۲۰۱۶      | برتری در دستاورد فنی                       | برنده    | [ ۲۵ ] |
| ۲۰۱۶ | جوایز بازی ویدئویی جنوب از جنوب غربی ۲۰۱۶      | برتری در دستاورد دیداری                    | برنده    | [ ۲۵ ] |
| ۲۰۱۶ | جوایز بازی ویدئویی جنوب از جنوب غربی ۲۰۱۶      | برتری در روایت                             | برنده    | [ ۲۵ ] |
| ۲۰۱۶ | جوایز بازی ویدئویی جنوب از جنوب غربی ۲۰۱۶      | برتری در موسیقی                            | نامزدشده | [ ۲۵ ] |
| ۲۰۱۶ | جوایز بازی ویدئویی جنوب از جنوب غربی ۲۰۱۶      | ماندگارترین شخصیت                          | نامزدشده | [ ۲۵ ] |
| ۲۰۱۶ | دوازدهمین جوایز بازی فرهنگستان بریتانیا        | دستاورد هنری                               | نامزدشده | [ ۲۶ ] |
| ۲۰۱۶ | دوازدهمین جوایز بازی فرهنگستان بریتانیا        | دستاورد صداگذاری                           | نامزدشده | [ ۲۶ ] |
| ۲۰۱۶ | دوازدهمین جوایز بازی فرهنگستان بریتانیا        | بهترین بازی                                | نامزدشده | [ ۲۶ ] |
| ۲۰۱۶ | دوازدهمین جوایز بازی فرهنگستان بریتانیا        | طراحی بازی                                 | نامزدشده | [ ۲۶ ] |
| ۲۰۱۶ | دوازدهمین جوایز بازی فرهنگستان بریتانیا        | بازیگری                                    | نامزدشده | [ ۲۶ ] |
| ۲۰۱۶ | دوازدهمین جوایز بازی فرهنگستان بریتانیا        | بازی مداوم                                 | نامزدشده | [ ۲۶ ] |
| ۲۰۱۶ | دوازدهمین جوایز بازی فرهنگستان بریتانیا        | داستان                                     | نامزدشده | [ ۲۶ ] |